# 1968 na televisão
Nesta página encontram-se os fatos, estreias e términos sobre televisão que aconteceram durante o ano de 1968.

## Eventos

### Fevereiro
- 5 de fevereiro — É inaugurada a TV Globo Minas, emissora própria da Rede Globo em Belo Horizonte, Minas Gerais.

### Novembro
- 22 de novembro — É inaugurada a TV Universitária em Recife, Pernambuco, sendo a primeira emissora educativa de televisão no Brasil.

## Programas

### Brasil

#### Janeiro
- 1.º de janeiro — Estreia O Décimo Mandamento na Rede Tupi.
- 22 de janeiro — Termina Os Fantoches na TV Excelsior.
- 23 de janeiro — Estreia Amor sem Deus na Rede Tupi.
- 29 de janeiro — Estreia O Terceiro Pecado na TV Excelsior.

#### Fevereiro
- 4 de fevereiro — Estreia Santa Missa em Seu Lar na Rede Globo.
- 12 de fevereiro — Estreia O Santo Mestiço na Rede Globo.
- 27 de fevereiro — Termina O Tempo e o Vento na TV Excelsior.

#### Março
- 2 de março — Termina Sublime Amor na TV Excelsior.
- 4 de março — Estreia O Direito dos Filhos na TV Excelsior.
- 30 de março — Termina Os Rebeldes na Rede Tupi.

#### Abril
- 1.º de abril
  - Estreia Os Amores de Bob na Rede Tupi.
  - Estreia O Homem Que Sonhava Colorido na Rede Tupi.
  - Estreia O Rouxinol da Galileia na Rede Tupi.
  - Estreia O Coração não Envelhece na Rede Tupi.
- 18 de abril — Termina Amor sem Deus na Rede Tupi.

#### Maio
- 2 de maio — Termina Redenção na TV Excelsior.[nota 1]
- 6 de maio — Estreia Legião dos Esquecidos na TV Excelsior.

#### Junho
- 5 de junho — Estreia A Grande Mentira na Rede Globo.
- 13 de junho — Termina O Santo Mestiço na Rede Globo.
- 15 de junho — Termina Os Amores de Bob na Rede Tupi.
- 25 de junho — Termina O Homem Proibido na Rede Globo.
- 26 de junho
  - Estreia Passo dos Ventos na Rede Globo.
  - Estreia A Gata de Vison na Rede Globo.
- 29 de junho
  - Termina O Homem Que Sonhava Colorido na Rede Tupi.
  - Termina O Rouxinol da Galileia na Rede Tupi.

#### Julho
- 6 de julho — Termina O Terceiro Pecado na TV Excelsior.
- 9 de julho — Estreia A Muralha na TV Excelsior.
- 11 de julho — Estreia Antônio Maria na Rede Tupi.
- 13 de julho
  - Termina O Coração não Envelhece na Rede Tupi.
  - Estreia O Estranho Mundo de Zé do Caixão na Rede Tupi.
- 20 de julho — Termina O Décimo Mandamento na Rede Tupi.
- 26 de julho — Termina Além, Muito Além do Além na TV Bandeirantes.

#### Agosto
- 1.º de agosto
  - Estreia As Professorinhas na TV Record.
  - Estreia A Última Testemunha na TV Record.
- 26 de agosto — Estreia A Pequena Órfã na TV Excelsior.

#### Setembro
- 16 de setembro
  - Estreia Balança Mas Não Cai na Rede Globo.
  - Estreia Ricardinho: Sou Criança, Quero Viver na TV Bandeirantes.
- 18 de setembro — Termina Imagens do Dia na Rede Tupi.

#### Outubro
- 3 de outubro — Termina As Professorinhas na TV Record.
- 5 de outubro — Termina O Direito dos Filhos na TV Excelsior.
- 7 de outubro
  - Estreia Ana na TV Record.
  - Estreia Os Diabólicos na TV Excelsior.
- 28 de outubro — Estreia Sozinho no Mundo na Rede Tupi.
- 30 de outubro — Termina Ricardinho: Sou Criança, Quero Viver na TV Bandeirantes.
- 31 de outubro — Estreia Nunca É Tarde Demais na TV Bandeirantes.

#### Novembro
- 4 de novembro — Estreia Beto Rockfeller na Rede Tupi.
- 7 de novembro — Termina Nunca É Tarde Demais na TV Bandeirantes.
- 16 de novembro — Termina O Estranho Mundo de Zé do Caixão na Rede Tupi.

#### Dezembro
- 30 de dezembro — Estreia O Retrato de Laura na Rede Tupi.
- 31 de dezembro — Termina Uni Duni Tê na Rede Globo.

### Estados Unidos

#### Setembro
- 17 de setembro — Estreia Julia na NBC.[nota 2]

## Nascimentos
| Data            | Nome                      | Profissão                        | Nacionalidade                | Observações | Ref |
| --------------- | ------------------------- | -------------------------------- | ---------------------------- | ----------- | --- |
| 14 de janeiro   | LL Cool J                 | rapper e ator                    | Estados Unidos               |             |     |
| 19 de janeiro   | Alberta Marques Fernandes | jornalista                       | Portugal                     |             |     |
| 25 de janeiro   | Carolina Ferraz           | modelo e atriz                   | Brasil                       |             |     |
| 8 de fevereiro  | Gary Coleman              | ator                             | Estados Unidos               | m. 2010     |     |
| 11 de fevereiro | Wang Shih-hsien           | ator e cantor                    | Taiwan                       |             |     |
| 18 de fevereiro | Molly Ringwald            | atriz                            | Estados Unidos               |             |     |
| 22 de fevereiro | Jeri Ryan                 | atriz                            | Estados Unidos               |             |     |
| 2 de março      | Daniel Craig              | ator                             | Reino Unido                  |             |     |
| 4 de março      | Patsy Kensit              | atriz                            | Reino Unido                  |             |     |
| 5 de março      | Álvaro Petersen Jr.       | ator                             | Brasil                       |             |     |
| 6 de março      | Mara Maravilha            | cantora e apresentadora de TV    | Brasil                       |             |     |
| 6 de março      | Regina Volpato            | jornalista e apresentadora de TV | Brasil                       |             |     |
| 12 de março     | Aaron Eckhart             | ator                             | Estados Unidos               |             |     |
| 29 de março     | Lucy Lawless              | atriz                            | Nova Zelândia                |             |     |
| 8 de abril      | Patricia Arquette         | atriz                            | Estados Unidos               |             |     |
| 24 de maio      | Janine Borba              | jornalista                       | Brasil                       |             |     |
| 5 de junho      | Sandra Annenberg          | jornalista                       | Brasil                       |             |     |
| 7 de junho      | Carla Marins              | atriz                            | Brasil                       |             |     |
| 8 de junho      | Eduardo Moscovis          | ator                             | Brasil                       |             |     |
| 24 de junho     | Jorja Fox                 | atriz                            | Reino Unido                  |             |     |
| 5 de julho      | Petrônio Gontijo          | ator                             | Brasil                       |             |     |
| 8 de julho      | Michael Weatherly         | ator                             | Estados Unidos               |             |     |
| 15 de julho     | Letícia Calderón          | atriz                            | México                       |             |     |
| 27 de julho     | Jorge Salinas             | ator                             | México                       |             |     |
| 28 de julho     | Rachel Blakely            | atriz                            | Austrália                    |             |     |
| 9 de agosto     | Gillian Anderson          | atriz                            | Estados Unidos / Reino Unido |             |     |
| 9 de agosto     | Eric Bana                 | ator                             | Austrália                    |             |     |
| 14 de agosto    | Catherine Bell            | atriz                            | Reino Unido                  |             |     |
| 15 de agosto    | Debra Messing             | atriz                            | Estados Unidos               |             |     |
| 31 de agosto    | Alexia Dechamps           | atriz                            | Brasil                       |             |     |
| 4 de setembro   | Phill Lewis               | ator                             | Estados Unidos               |             |     |
| 9 de setembro   | Jocelyn Seagrave          | atriz                            | Tailândia                    |             |     |
| 10 de setembro  | Nani Venâncio             | atriz e apresentadora            | Brasil                       |             |     |
| 15 de setembro  | Angelita Feijó            | atriz, socialite e modelo        | Brasil                       |             |     |
| 25 de setembro  | Will Smith                | ator e rapper                    | Estados Unidos               |             |     |
| 28 de setembro  | Naomi Watts               | atriz                            | Reino Unido / Austrália      |             |     |
| 8 de outubro    | Emily Procter             | actriz                           | Estados Unidos               |             |     |
| 13 de outubro   | Tisha Campbell-Martin     | atriz e cantora                  | Estados Unidos               |             |     |
| 15 de outubro   | Vanessa Marcil            | atriz                            | Estados Unidos               |             |     |
| 19 de outubro   | Helena Fernandes          | atriz                            | Brasil                       |             |     |
| 5 de novembro   | René Laván                | ator                             | Cuba                         |             |     |
| 13 de novembro  | Steve Zahn                | ator                             | Estados Unidos               |             |     |
| 2 de dezembro   | Lucy Liu                  | atriz                            | Estados Unidos               |             |     |
| 5 de dezembro   | Margaret Cho              | comediante, atriz e escritora    | Estados Unidos               |             |     |
| 28 de dezembro  | Leonardo Vieira           | ator                             | Brasil                       |             |     |
| 31 de dezembro  | Luciano Szafir            | ator                             | Brasil                       |             |     |

## Mortes
| Data           | Nome                | Profissão                                  | Nacionalidade  | Observações | Ref   |
| -------------- | ------------------- | ------------------------------------------ | -------------- | ----------- | ----- |
| 4 de abril     | Assis Chateaubriand | jornalista, empresário, mecenas e político | Brasil         | n. 1892     |       |
| 8 de abril     | Amilton Fernandes   | ator                                       | Brasil         | n. 1919     |       |
| 9 de maio      | Marion Lorne        | atriz                                      | Estados Unidos | n. 1883     | [ 1 ] |
| 16 de setembro | Celso Marques       | ator                                       | Brasil         | n. 1942     |       |